# Platanvej
Platanvej er en gade på Frederiksberg i København, der går fra Frederiksberg Allé til Vesterbrogade. Gaden blev oprindeligt anlagt af gartner Hintze, der også plantede de platantræer på stedet, som gaden fik sit navn efter omkring 1866.

## Bygninger og beboere
Oprindeligt var gaden en villavej, men de fleste villaer er nu forsvundet til fordel for højhuse og etageejendomme. For eksempel er tre villaer, der blev opført i nr. 7, 9 og 11 efter tegninger af Henning Wolff revet ned, og i stedet ligger der nu to boligblokke fra 1982-1983 på stedet.
Hjørnerne ved Vesterbrogade har i tidens løb været præget af flere markante bygninger. I 1874 opførte arkitekten Theodor Stuckenberg således en af sine mest ejendommelige bygninger for etatsråd, departementschef P.T.J. Benzon-Buchwald i form af en villa med en stor vinterhave udenom. Villaen blev revet ned i 1938. Året efter indrettedes Platan Biografen i en nyopført bygning opført i Art Deco-stil efter tegninger af Ernst Kühn med senere ombygning i 1959 af Ole Hagen. Biografen ophørte i 1976, og der blev efterfølgende indrettet et supermarked i bygningen. På gavlen mod Platanvej blev der i 2019 opsat en stor gengivelse af Storm P.'s oliemaleri Børsherren, der blev lavet til Esbjerg Centralbibliotek i begyndelsen af 1930'erne. Det viser en børsherre, der studerer aktiekurser i avisen uden sans for den park, han går igennem.
På det modsatte hjørne ligger Hintzes Villa, der blev opført i 1887 efter tegninger af J.E. Gnudtzmann for gartner Peter Vilhelm Hintze. Det husede senere Mekanisk Musik Museum gennem en årrække, indtil det lukkede i 1980'erne. Bagved ligger intimteatret Teatret ved Sorte Hest fra 1978. Teatret har til huse i en gammel lagerbygning, der oprindeligt var udstyret med vognport og tjenerbolig for de tjenestefolk, som arbejdede i villaen. Sorte Hest er i øvrigt en tidligere landevejskro fra 1600-tallet, der ligger ved siden af villaen på Vesterbrogade.
I nr. 22-28 ligger etageejendommen Platanhusene, der består af et højhus og to lavere fløje vinkelret på det. I alt rummer de 128 lejligheder, der varierer fra 32 til 140 m². Ejendommen blev opført i 1969-1970 med Jac. Hartmann som bygherre, Ole Hagen og Chr. P. Jensen & L. V. som arkitekter og Timmermann A/S som entreprenør. Ved opførelsen blev der benyttet armeret beton, hvor delene blev støbt på stedet. Bygningssiderne er beklædt med gule mursten, og på tagene er der lagt tagpap.
I den nordlige ende ved Frederiksberg Allé ligger Frederiksberg Allé Station på metrostrækningen Cityringen, der åbnede i 2019. I forbindelse med etableringen blev en villa fra 1935, der var opført i røde mursten i funktionalistisk stil, revet ned. Villaen var i øvrigt i en periode ejet af filmproducenten John Olsen.

## Andet
Axel Bentzen malede i 1929 et oliemaleri med titlen Platanvej. Sommer, hvor træerne på den billøse gade ses.
Maleriet er i Statens Museum for Kunsts besiddelse.